# Détroit de Dofuchi

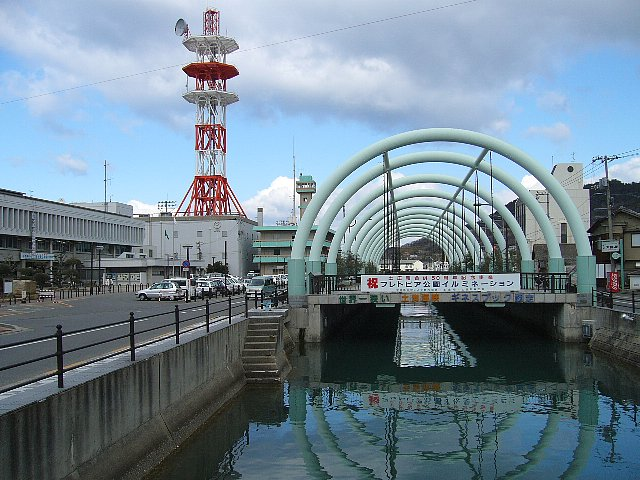
Le détroit de Dofuchi, devant la mairie de Tonosho

Le détroit de Dofuchi (土渕海峡, Dofuchi-kaikyō) est un détroit dans la mer intérieure de Seto.
Ce détroit est situé entre les îles Shōdoshima (小豆島) et Mae-shima (前島), dans la préfecture de Kagawa. Sa largeur varie de 9,93 m à 400 m, et sa longueur est à peu près de 2,25 km.
Il est inscrit sur la Livre Guinness des records en 1996 comme le détroit le plus étroit du monde.